# Undead Labs
Undead Labs LLC é uma desenvolvedora de jogos eletrônicos americana sediada em Seattle, Washington. A empresa foi fundada em novembro de 2009 por Jeff Strain e desenvolveu a série State of Decay. Em 2018, a Undead Labs se tornou parte do Microsoft Studios (agora conhecido como Xbox Game Studios). 

## História
A Undead Labs foi fundada em 23 de novembro de 2009 por Jeff Strain, com foco exclusivo em jogos baseados em zumbis. Em 3 de fevereiro de 2011, a Undead Labs anunciou uma parceria com a Microsoft Game Studios para publicar seus jogos no Xbox 360 e agora também no Xbox One. Essa decisão foi tomada depois que a maioria das outras publicadoras que demonstraram interesse em seus jogos solicitaram o que eles descreveram como "clones de World of Warcraft". O primeiro jogo State of Decay foi lançado no Xbox 360 em 5 de junho de 2013 e no Microsoft Windows em 5 de novembro de 2013.
Em 11 de janeiro de 2014, foi anunciado que a Undead Labs assinou um contrato de vários anos e vários títulos com a Microsoft Studios. Jeff Strain afirmou que o primeiro State of Decay foi "apenas o começo das ambições de longo prazo (da Undead Labs)", e falou de muitos títulos futuros potencialmente entrando na franquia.
Na E3 2018, a Microsoft anunciou que havia firmado um acordo para adquirir a Undead Labs como parte dos Microsoft Studios.

## Jogos desenvolvidos
| Ano  | Título           | Plataforma(s)                                          |
| ---- | ---------------- | ------------------------------------------------------ |
| 2013 | State of Decay   | Microsoft Windows, Xbox 360, Xbox One                  |
| 2018 | State of Decay 2 | Microsoft Windows, Xbox One                            |
| TBA  | State of Decay 3 | Microsoft Windows, Xbox Series X\|S, Xbox Cloud Gaming |